# 亨利·米亚拉雷
亨利·米亚拉雷（法語：Henri Mialaret，1855年8月2日—1919年2月25日），生于沙勒维尔-梅济耶尔，法国男子帆船运动员。他曾代表法国参加1900年夏季奥林匹克运动会帆船比赛，获得一枚银牌。